# Condé-sur-Risle
Condé-sur-Risle é uma comuna francesa na região administrativa da Normandia, no departamento de Eure. Estende-se por uma área de 9,92 km². Em 2010 a comuna tinha 648 habitantes (densidade: 65,3 hab./km²).